# Euphrasia petriei
Euphrasia petriei är en snyltrotsväxtart som beskrevs av Ashwin. Euphrasia petriei ingår i släktet ögontröster, och familjen snyltrotsväxter. Inga underarter finns listade i Catalogue of Life.